# Hertugdømmet Amalfi
Republikken Amalfi (italiensk: Repubblica di Amalfi) eller senere: Hertugdømmet Amalfi (italiensk: Ducato di Amalfi), også kaldet den amalfitanske republik, var en de facto uafhængig føderation af bystater i Syditalien gennem det 10. og 11. århundrede. Føderationen bestod af byerne Cetara, Maiori, Minori, Ravello, Amalfi, Praiano og Positano. Hertil kom øen Capri. Hovedbyen var Amalfi, selv om hele området oprindelig var en del af det noget større ducatus neapolitanus. Byen blev regeret af en patricier under byzantinsk overhøjhed. Området gjorde sig fri af Byzans, og man valgte den første hertug (latin: dux, senere italiensk: doge) i 958. Amalfi menes at have haft en befolkning på 50.000-70.000 i det 10. og 11. århundrede. Republikken voksede og blev et handelscentrum, hvis købmænd dominerede handlen på Middelhavet og i Italien gennem hundrede år, indtil den blev overgået og fortrængt af andre sørepublikker i Norditalien, Pisa, Venezia ,og Genova. I 1073 mistede Amalfi sin uafhængighed og kom under normannisk styre. Robert Guiscard tog titlen dux Amalfitanorum og trods to oprørsforsøg i 1096-1101 og 1130-1131 lykkedes det ikke at genvinde friheden. Da Pisa tilmed plyndrede byen i 1135 og 1137, var Amalfis storhedstid bragt til ende.

## Historie
Byen Amalfi blev grundlagt som en handelsstation i 339. Dens første biskop blev udnævnt i 596. I 838 blev byen erobret af Sicard af Benevento med hjælp fra forrædere, som førte ham ind via byens havneforsvar. I 839 befriede Amalfi sig selv fra det langobardiske herredømme og valgte en præfekt. Den nærliggende Atrani deltog i disse tidlige valgt til præfekturet. Senere hjalp Amalfi med at befri Siconulf for at sætte sig op imod Beneventos regerende fyrste. I 897 led den selvstyrende republik, der på papiret var underlagt det byzantinske rige, nederlag i en krig mod Sorrento, der blev støttet af Napoli. På den måde blev Amalfis præfekt taget til fange og måtte senere løskøbes. I 903 gjorde Amalfi fælles sag med Napoli ved et angreb på de arabere, der havde slået sig ned på bredden af floden Garigliano. Men Amalfis og Napolis samlede styrker blev drevet tilbage af araberne og deres allierede, Gaeta. I 914 blev præfekten Mastalus 1. udnævnt til overdommer. I 915 holdt Amalfi sig fri af Slaget ved Garigliano i kampen mod araberne. Det skyldes mest sandsynligt, at Amalfi deltog kraftigt i handlen med Fatimide-kalifatet efter 909, og man ville ikke udsætte forholdet til denne magtfulde handelspartner for fare. I 958 blev Mastalus 2. snigmyrdet og Sergius 1. blev valgt som den første hertug (eller doge). I årene 981-983 herskede Amalfi over Fyrstendømmet Salerno. I 987 blev bispedømmet Amalfi ophøjet til ærkebispedømme.
Fra 1034 kom Amalfi under kontrol af Fyrstendømmet Capua og i 1039 under Salerno. I 1073 erobrede Robert Guiscard byen og tog titlen dux Amalfitanorum ("Amalfitanernes hertug"). Amalfi gjorde oprør i 1096, men blev nedkæmpet i 1101. Revolten gentog sig i 1130 og blev endeligt afsluttet i 1131, da Emir Johan angreb Amalfi fra landsiden, mens Georg af Antiokia blokerede byen fra søsiden og oprettede en base på Capri. I 1135 og igen i 1137 plyndrede Pisa byen, og dette afsluttede Amalfis storhedstid.